# Louis Riel
Louis David Riel  (/ˈluːi riˈɛl/; tiếng Pháp: [lwi ʁjɛl]; Louis David Riel (/ ˈluːi riˈɛl /; tiếng Pháp: [lwi ʁjɛl]; 22 tháng 10 năm 1844 - 16 tháng 11 năm 1885) là một chính trị gia người Canada, một người sáng lập tỉnh Manitoba, và là một nhà lãnh đạo chính trị của người Métis thuộc tỉnh đồng bằng Canada. Ông đã lãnh đạo hai cuộc nổi dậy chống lại chính phủ Canada và thủ tướng thứ nhất hậu Liên bang, John A. Macdonald. Riel tìm cách giữ lại quyền và văn hóa của người Métis vì quê hương của họ ở vùng Tây Bắc đã dần dần theo phạm vi ảnh hưởng của Canada. Trong nhiều thập kỷ, ông đã được coi một anh hùng dân gian của những người nói tiếng Pháp, các dân tộc Công giáo, phong trào bản quyền, và phong trào sinh viên Cánh tả mới. Riel đã nhận được sự chú ý nhiều hơn về mặt học thuật so với thực tế bất kỳ nhân vật nào khác trong lịch sử Canada.
Cuộc nổi dậy đầu tiên của ông là cuộc Nổi loạn Sông Red năm 1869–1870. Chính phủ lâm thời do Riel thiết lập cuối cùng đã đàm phán các điều khoản mà theo đó tỉnh Manitoba hiện đại đã tham gia vào quá trình Liên bang hóa Canada . Riel ra lệnh hành quyết Thomas Scott, và chạy sang Hoa Kỳ để trốn thoát truy tố. Mặc dù vậy, ông thường được gọi là "Quốc phụ của Manitoba". Trong khi là một kẻ đào tẩu, ông được bầu ba lần đến Hạ viện Canada, mặc dù ông không bao giờ tiếp nhận cương vị của mình. Trong những năm này, ông đã phải sống lưu vong bất chấp niềm tin ngày càng tăng của ông rằng ông là một nhà lãnh đạo và được chọn lựa một cách thiêng liêng, một niềm tin mà sau này sẽ nổi lên và ảnh hưởng đến hành động của ông. Bởi vì niềm tin tôn giáo mới này, các nhà lãnh đạo Công giáo đã ủng hộ ông trước khi ngày càng bác bỏ ông. Ông kết hôn năm 1881 trong khi lưu vong tại Montana ở Hoa Kỳ; ông đã có ba đứa con.
Năm 1884 Riel được các nhà lãnh đạo Métis ở Saskatchewan kêu gọi thay mặt họ bày tỏ những bất bình của họ với chính phủ Canada. Thay vào đó, ông đã tổ chức một cuộc kháng chiến quân sự leo thang thành một cuộc đối đầu quân sự, cuộc nổi loạn Tây Bắc năm 1885. Ottawa sử dụng các tuyến đường sắt mới để gửi hàng ngàn binh sĩ chiến đấu. Cuộc kháng chiến kết thúc khi ông đã bị bắt giữ và kết tội  phản quốc. Từ chối nhiều cuộc biểu tình và kháng cáo phổ biến, Thủ tướng MacDonald đã quyết định treo cổ. Riel được coi là một nạn nhân anh hùng của người Canada gốc Pháp, cuộc hành quyết của ông đã có tác động tiêu cực lâu dài đến Canada, phân cực quốc gia mới dọc theo các dòng tôn giáo. Mặc dù chỉ có vài trăm người bị ảnh hưởng trực tiếp bởi cuộc Nổi dậy ở Saskatchewan, kết quả lâu dài là các tỉnh Prairie bị kiểm soát bởi những người nói tiếng Anh, chứ không phải là những người nói tiếng Pháp. Một ảnh hưởng lâu dài quan trọng hơn nữa là sự xa lánh cay đắng của người Pháp ngữ trên khắp Canada cảm thấy và sự tức giận chống lại sự đàn áp của những người đồng hương của họ.
Danh tiếng lịch sử của Riel từ lâu đã bị phân cực giữa các vai trò là một người cuồng tín cuồng tín và nổi dậy chống lại quốc gia Canada hoặc ngược lại một người nổi loạn anh hùng đã chiến đấu để bảo vệ người Pháp của mình khỏi sự xâm lấn không công bằng của chính phủ quốc gia Anh. Ông ngày càng được tôn vinh như một người đề xuất đa văn hóa mặc dù điều đó làm giảm cam kết chính của ông đối với chủ nghĩa dân tộc Métis và độc lập chính trị.

## Thời trẻ

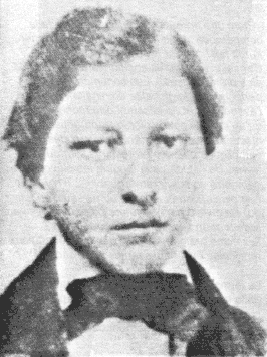
Louis Riel, lúc 14 tuổi

Khu định cư Sông Red là một cộng đồng ở Rupert's Land về mặt danh nghĩa thuộc quản lý của Công ty Hudson's Bay (HBC), và có dân cư chủ yếu là các bộ lạc First Nations và người Métis, một dân tộc có nguồn gốc hỗn hợp các dân tộc Cree, Ojibwa, Saulteaux, người Canada gốc Pháp, người Scotland, và người Anh. Louis Riel sinh ra ở đó vào năm 1844, gần nơi ngày nay là Winnipeg, Manitoba, trong gia đình Louis Riel, Sr. và Julie Lagimodière.
Riel là anh cả trong gia đình 11 anh em trong một gia đình đáng kính ở địa phương. Cha của ông, người gốc Pháp-Ojibwa Métis, đã đạt được sự nổi bật trong cộng đồng này bằng cách tổ chức một nhóm ủng hộ Guillaume Sayer, một người Métis bị bỏ tù vì đã thách thức sự độc quyền thương mại lịch sử của HBC. Sayer cuối cùng đã được phóng thích do đã được biết đến rất nhiều ở khu vực sông Red. Mẹ anh là con gái của Jean-Baptiste Lagimodière và Marie-Anne Gaboury, một trong những gia đình da trắng sớm nhất định cư tại Red River Settlement vào năm 1812. Các Riels là lưu ý cho Công giáo mộ đạo và quan hệ gia đình mạnh mẽ của họ.
Riel được giáo dục bởi các linh mục Công giáo La Mã tại St. Boniface. Năm 13 tuổi, anh quan tâm ddeesn Alexandre Taché, Suffragan Bishop của St. Boniface, người đang háo hức quảng bá chức tư tế cho những người trẻ tuổi tài năng. Năm 1858, Taché sắp xếp cho Riel theo học Petit Séminaire của Collège de Montréal, dưới sự hướng dẫn của hội Sulpicia. Mô tả về ông vào thời điểm đó chỉ ra rằng ông là một học giả tốt về ngôn ngữ, khoa học và triết học, nhưng thể hiện một tâm trạng thường xuyên và không thể đoán trước.
Sau tin tức về cái chết sớm của cha mình vào năm 1864, Riel mất hứng thú với chức tư tế và ông rút khỏi trường vào tháng 3 năm 1865. Trong một thời gian, ông tiếp tục học như một sinh viên trong tu viện Grey Nuns, nhưng đã sớm được yêu cầu để lại sau vi phạm kỷ luật. Anh ở lại Montreal hơn một năm, sống ở nhà của dì, Lucie Riel. Bị tổn thương bởi cái chết của cha mình, Riel đã làm thư ký pháp luật trong văn phòng Montreal của Rodolphe Laflamme. During this time he was involved in a failed romance with a young woman named Marie–Julie Guernon. Điều này tiến tới điểm Riel đã ký một hợp đồng kết hôn, nhưng gia đình vị hôn thê của ông phản đối sự tham gia của cô với một Métis, và sự tham gia đã sớm tan vỡ. Kết hợp sự thất vọng này, Riel tìm thấy công việc pháp lý khó chịu, và đến đầu năm 1866, anh đã quyết định rời đi Canada East. Một số bạn bè của anh cho biết sau đó anh làm công việc lặt vặt ở Chicago, Illinois, trong khi ở với nhà thơ Louis-Honoré Fréchette, và tự mình viết thơ theo cách Lamartine; cũng là lúc đó ông được thuê làm thư ký ở Saint Paul, Minnesota, trước khi trở về Red River Settlement vào ngày 26 tháng 7 năm 1868.

## Cuộc nổi dậy Sông Red
Đa số dân cư của sông Hồng đã từng là người Métis và dân tộc đầu tiên. Khi trở về, Riel thấy rằng căng thẳng tôn giáo, dân tộc và chủng tộc đã trở nên trầm trọng hơn bởi một dòng người định cư Tin Lành Anglophone từ Ontario. Tình hình chính trị cũng không chắc chắn, khi các cuộc đàm phán đang diễn ra cho việc chuyển nhượng Rupert's Land từ Công ty Vịnh Hudson sang Canada đã không giải quyết các điều khoản chuyển giao chính trị. Cuối cùng, bất chấp cảnh báo cho chính phủ Macdonald từ Giám mục Taché và thống đốc HBC William Mactavish rằng bất kỳ hoạt động nào như vậy sẽ dẫn đến tình trạng bất ổn, bộ trưởng công cộng của Canada, William McDougall, đã ra lệnh khảo sát khu vực. Sự xuất hiện vào ngày 20 tháng 8 năm 1869 của một nhóm khảo sát dưới dự chỉ huy của Đại tá John Stoughton Dennis tăng sự lo lắng trong số những người Métis. Các Métis không có quyền sở hữu đất đai của họ, trong bất kỳ trường hợp nào được đặt ra theo hệ thống quản lý hơn là trong các lô ô vuông theo kiểu Anh.